# Centrodraco gegonipus
Centrodraco gegonipus är en fiskart som först beskrevs av Nikolai V. Parin 1982.  Centrodraco gegonipus ingår i släktet Centrodraco och familjen Draconettidae. Inga underarter finns listade i Catalogue of Life.